# CV Большого Пса
CV Большого Пса (лат. CV Canis Majoris) — двойная затменная переменная звезда типа Алголя (EA) в созвездии Большого Пса на расстоянии приблизительно 9116 световых лет (около 2795 парсеков) от Солнца. Видимая звёздная величина звезды — от +13,6m до +13m. Орбитальный период — около 3,6283 суток.

## Характеристики
Первый компонент — белая звезда спектрального класса A1.